# Момчетата с лъкове
„Момчетата с лъкове“ (на руски: Мальчики с бантиками) е исторически роман от съветския писател Валентин Пикул, написан през 1974 г.

## Сюжет
Внимание:  Текстът по-долу разкрива сюжета на произведението (или части от него)!
На 25 май 1942 г., по заповед на командира на флота на Съветския съюз Николай Кузнецов, на Соловецките острови е организирана подготвителна школа за млади моряци – юнги. Един от учениците в това училище е бил младия Валентин Пикул (в романа, самият автор е под името „Савка Огурцов“).
Училищният бит, смешните и тъжни събития, с които е пълен живота на бъдещите юнги на военния флот – всичко намира отражение в автобиографичния си роман на Пикул. След школата „Савка Огурцов“ попада в Северния флот, където започва истинската си военна служба на разрушителя „Грозни“.